# Cosmochthonius lanatus
Cosmochthonius lanatus är en kvalsterart som först beskrevs av Michael 1885.  Cosmochthonius lanatus ingår i släktet Cosmochthonius och familjen Cosmochthoniidae.

## Underarter
Arten delas in i följande underarter:
- C. l. lanatus
- C. l. diversiseta
- C. l. foveolatus